# Polychalca
Polychalca là một chi bọ cánh cứng trong họ Chrysomelidae.
Chi này được miêu tả khoa học năm 1837 bởi Chevrolat in Dejean.

## Các loài
Các loài trong chi này gồm:
- Polychalca platynota (Germar, 1824)
- Polychalca punctatissima (Wolf, 1818)